# Philipp Bandi
Philipp Bandi (* 28. September 1977) ist ein ehemaliger Schweizer Leichtathlet, spezialisiert auf Langstreckenläufe. Er ist mehrfacher Schweizer Meister und Teilnehmer an den Olympischen Sommerspielen 2008 in Peking.
Bandi wuchs in Münchenbuchsee auf, wohnt jetzt in Bern und studierte Geschichte. Am 16. Dezember 2012 beendete er seine Karriere beim Zürcher Silvesterlauf und gewann bei seinem Abschluss zudem die Wertung des Post-Cups.  Jahrelang startete er für die GG Bern, wo er weiterhin Mitglied und seit einiger Zeit auch als Trainer tätig ist. Bandi ist 1,93 m gross, und sein Wettkampfgewicht betrug ca. 75 kg.

## Erfolge
- 2002: Schweizer Meister 5000-Meter-Lauf
- 2003: Schweizer Meister Kurz-Cross
- 2004: Schweizer Meister 10'000-Meter-Lauf, Strassenlauf
- 2005: Schweizer Meister 5000-Meter-Lauf; 11. Rang Universiade 5000-Meter-Lauf
- 2007: Post-Cup-Gesamtsieger
- 2008: Schweizer Meister 1500-Meter-Lauf; Teilnahme Olympische Sommerspiele 5000-Meter-Lauf
- 2010: Teilnahme Leichtathletik-Europameisterschaften 5000-Meter-Lauf
- 2011: Goldmedaille CISM-Cross-Europameisterschaften Langcross (9,5 km)
- 2012: Schweizer Meister Lang-Cross, Post-Cup-Gesamtsieger

## Persönliche Bestleistungen
- 5000-Meter-Lauf: 13:25,83 min, 20. Juli 2008 in Heusden-Zolder
- 1500-Meter-Lauf: 3:43,59 min, 2007 Letzigrund-Zürich